# Endoclita buettneria
Endoclita buettneria es una especie de lepidóptero ditrisio perteneciente a la familia Hepialidae. Es originario de Birmania. Esta especie se alimenta de Byttneria.